# La Brévine
La Brévine (toponimo francese) è un comune svizzero di 606 abitanti del Canton Neuchâtel.

## Geografia fisica

### Territorio

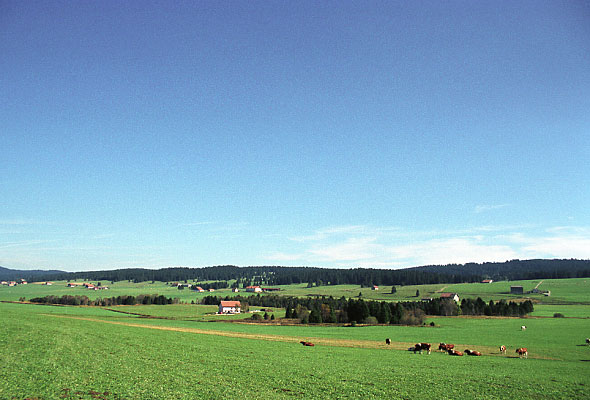
La vallée de la Brévine

Il territorio del comune di La Brévine si estende su un altopiano (vallée de la Brévine) nella zona del massiccio del Giura, lungo il confine tra la Francia e la Svizzera, e comprende il lago di Taillères.

### Clima
In inverno la vallata può toccare temperature di -40 °C: la locale stazione meteorologica di MeteoSvizzera ha registrato il 12 gennaio 1987, -41,8 °C, valore più basso mai misurato in Svizzera.

## Storia
Il comune di La Brévine fu istituito nel 1624; nel 1821 incorporò la località di La Châtagne.

## Monumenti e luoghi d'interesse
- Chiesa riformata, eretta nel 1604[3].

## Società

### Evoluzione demografica
L'evoluzione demografica è riportata nella seguente tabella:
Abitanti censiti

## Economia
L'economia locale si basa prevalentemente sul settore primario (agricoltura e allevamento).